# Stellungswechsel (Film)
Stellungswechsel (Untertitel: Besser Sex für Geld als kein Sex und kein Geld) ist eine deutsche Filmkomödie der Regisseurin Maggie Peren aus dem Jahr 2007. Die Produktion beruht auf einem gemeinsamen Drehbuch Perens und des Autors Christian Bayer und handelt von fünf Münchner Männern unterschiedlichen Alters und sozialer Herkunft, die mit einem Begleitservice für Frauen ihrem beruflichen und privaten Erfolg auf die Sprünge helfen wollen. In den Hauptrollen sind Florian Lukas, Sebastian Bezzel, Gustav Peter Wöhler, Kostja Ullmann und Herbert Knaup zu sehen.
Der von der Claussen+Wöbke+Putz Filmproduktion umgesetzte sowie von den Fernsehsendern ARTE und ZDF co-produzierte Film wurde im Januar und Februar 2007 in München gedreht und noch im September des Jahres auf dem Internationalen Filmfest Oldenburg uraufgeführt. Der deutsche Kinostart folgte am 3. Oktober 2007. Trotz geteilter Pressestimmen konnte der Film allein in Deutschland bis Jahresende rund 350.000 Besucher verzeichnen und sich damit unter den zwanzig erfolgreichsten deutschen Kinoproduktionen des Jahres platzieren.

## Handlung
Der 32-jährige Philologe Frank hat nach einer Reihe Praktika endlich eine Stelle als freiberuflicher Redakteur bei der Frauenzeitschrift Mira gefunden. Obwohl Chefredakteurin Birte von seiner Arbeit angetan ist, sieht sie sich aus Kostengründen gezwungen, die von Frank verantwortete Männerkolumne zu streichen und ihn zu entlassen. Kurz danach bittet er bei der Bundesagentur für Arbeit um Vermittlung, wo er im Eingangsbereich von einer Passantin, die ihn mit einem anderen Mann verwechselt, gefragt wird, ob er für Sex gegen Geld zur Verfügung steht. Als Frank die Verwechslung aufklärt, zieht sie peinlich berührt zum Nächsten weiter und lässt Frank irritiert zurück.
Bei einem nachfolgenden Besuch seiner Freunde Olli und Gy berichtet er von der kuriosen Begegnung. Diese haben unterdessen mit ganz eigenen finanziellen Nöten zu kämpfen: Der alleinstehende Feinkostladen-Besitzer Olli steht kurz vor der Pleite und hat von der Bank ein Ultimatum gesetzt bekommen, während der überzeugte Single und Polizeibeamte Gy nach einem gemeinsam mit seiner neuen Kollegin Daphne im Dienst verursachten Auffahrunfall Folgekosten in Höhe von 3000 Euro begleichen muss. Von Franks Erzählung inspiriert beschließen die beiden, eine Escort-Agentur für Frauen zu gründen, mit deren Verdienst sie ihre Schulden tilgen wollen.
Gemeinsam mit Frank, der seit zehn Jahren liiert ist, die beiden jedoch unterstützen will, finden sie mit der ehemaligen Führungskraft Giselher und dem jungen Lasse bei der Arbeitsagentur weitere von Geldsorgen geplagte Mitstreiter. Als Freundin Sabine Frank offenbart, dass sie fremdgeht, trennen sich die beiden und auch er stößt als Escort zur Gruppe hinzu. Sie verteilen Flyer und richten eine Internetpräsenz ein, doch das Geschäft will zunächst nicht anlaufen. Erst nachdem eine Zeitung auf Hinweis eines mit Gy verfeindeten Kollegen über den ungewöhnlichen Service berichtet hat, kommt es zu einer Nacht voller Aufträge.

## Hintergrund

### Entstehung
Stellungswechsel basiert auf einer Grundidee des Koautors Christian Bayer, der zu einem ähnlichen Thema bereits verschiedene Drehbücher entwickelt hatte, die jedoch nicht in Produktion gegangen waren. Anfang 2004 konnte Bayer schließlich die Drehbuchautorin Maggie Peren mit seiner Idee für sich gewinnen, die im selben Jahr ihr Regiedebüt mit dem Kurzfilm Hypochonder gegeben hatte. Selektiv adaptierten Peren und Bayer ab Sommer 2004 gemeinsam Elemente des ursprünglichen Skripts für die spätere Fassung. Inspirieren ließen sie sich dabei unter anderem auch von aktuellen Themen wie der hohen Arbeitslosenquote der Jahre 2005 und 2006. In Produktion ging laut Peren schließlich der siebzehnte Entwurf des Drehbuchs.

### Produktion

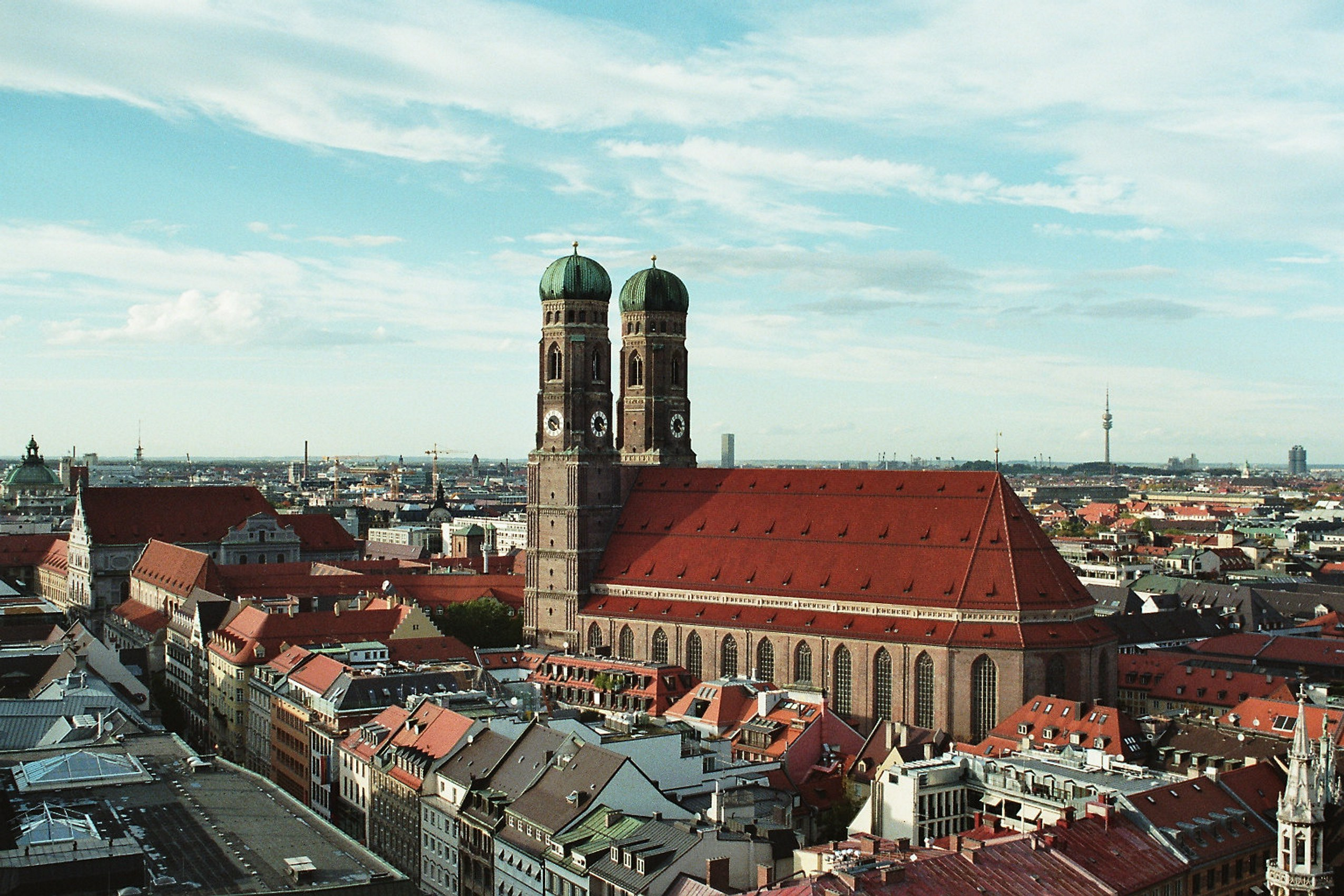
Als Dreh- und Spielort von Stellungswechsel fungierte München.

Die Dreharbeiten zu Stellungswechsel umfassten 29 Tage und fanden zwischen dem 16. Januar und 26. Februar 2007 in München und Umgebung statt. Besonders das Viertel rund um den Münchener Hauptbahnhof diente als Kulisse für zahlreiche Szenen. Zu den weiteren Drehorten zählten unter anderem ein stillgelegtes Fabrikgebäude, das alte Münchener Patentamt sowie das Vereinsheim des 1879 gegründeten MTV, Münchens ältester Männerturnverein. Die Filmkulisse für den Feinkostladen wurde am Rande einer Stadtautobahn im Stadtteil Giesing in einem leerstehenden Ladengeschäft erbaut.
Hergestellt wurde der Film in Koproduktion mit den Fernsehsendern ARTE und ZDF von der Claussen+Wöbke+Putz Filmproduktion unter der Leitung von Jakob Claussen, Uli Putz und Thomas Wöbke. Die Filmförderungsanstalt unterstützte das Projekt mit 300.000 Euro, während der FilmFernsehFonds Bayern 350.000 Euro zur Produktions- und Verleihförderung beisteuerte. Der 2007 in Kraft getretene Deutsche Filmförderfonds stellte 368.000 Euro zur Verfügung. Stellungswechsel galt als das erste unterstützte Filmprojekt der Förderung. Die Komödie war nebst Marco Kreuzpaintners Krabat (2008), Frieder Wittichs 13 Semester (2009) und Neele Vollmars Maria, ihm schmeckt’s nicht! (2009) ferner eine von ursprünglich fünf Produktionen, die im Rahmen eines Kooperationsvertrag zwischen C+W+P und der 20th Century Fox Deutschland vertrieben wurden.

### Besetzung
Für die Besetzung des Films zeichnete die Agentin An Dorthe Braker verantwortlich. Der Darsteller Florian Lukas hatte Peren mit seiner Darstellung in Sebastian Schippers Spielfilm Absolute Giganten (1998) begeistern können, empfahl sich jedoch erst nach einem gemeinsamen Treffen auf der Berlinale, bei dem die Regisseurin sich davon überzeugen konnte, dass er entgegen seiner üblichen Besetzung in jugendlichen Rollen „auch alt genug“ aussah, um die Rolle des Frank zu füllen. Nach Lukas’ Zusage wurde gemeinsam mit ihm in mehreren Vorsprechen die Rolle des Gy gecastet. Sebastian Bezzel überzeugte schließlich in einer von Peren entworfenen Castingszene, mit deren Improvisation er das Team amüsierte. Peren hatte im Nachhinein angemerkt, dass seine Rolle besonders schwer zu besetzen war, da es „kaum gut aussehende Schauspieler gibt, die wirklich witzig sind“.
Gustav Peter Wöhler und Kostja Ullmann waren Vorschläge seitens der Produzenten. Während Wöhler sofort zusagte, überzeugte auch Ullmann in einem Vorsprechen. Peren hatte in der Rolle des Lasse ursprünglichen jemanden weniger „hübsches“ casten wollen, ließ sich für Ullmanns Besetzung jedoch auf erforderliche Änderungen im Drehbuch ein. Im Rahmen dessen entstand unter anderem auch die Rolle von Lasses dominanter Mutter Ulrike, die später mit Adriana Altaras besetzt wurde. Herbert Knaup wurde seine Rolle nach einer Lesung von Peren angeboten. Lisa Maria Potthoff hatte mit Sebastian Bezzel 2006 bereits in Marcus H. Rosenmüller Komödie Schwere Jungs gespielt. Um sich auf ihre Rolle einer Polizistin vorzubereiten, absolvierte sie ein zweitägiges Polizeipraktikum im Schichtdienst einer Polizeistation in Bayern.

## Kritiken
Die Redaktion von Kino.de bezeichnete den Film als Kunststück, welches „der deutschen Social Comedy neue Impulse“ verleihe: „Natürlich kann Peren ihr Tempo nicht 90 Minuten lang hoch halten und Puristen könnten ihr den Vorwurf machen, ihre Geschichte hätte kein Kinoformat. Doch die Regienovizin versteht es, mit ihren Charakteren umzugehen.“ Peren wisse, die „Vorteile des bei uns selten genutzten Subgenres geschickt zu nutzen und auf deutsche Befindlichkeiten anzuwenden“. Sie erweise sich dabei als „genaue Beobachterin ihrer sympathischen (Loser-)Figuren“ und untermauere „ihr blendendes Gespür für Timing und Dialogwitz [...] Vielleicht ist es aber auch der weibliche Blick auf das andere Geschlecht, der diese Komödie so frech, so liebenswert, so anders macht.“

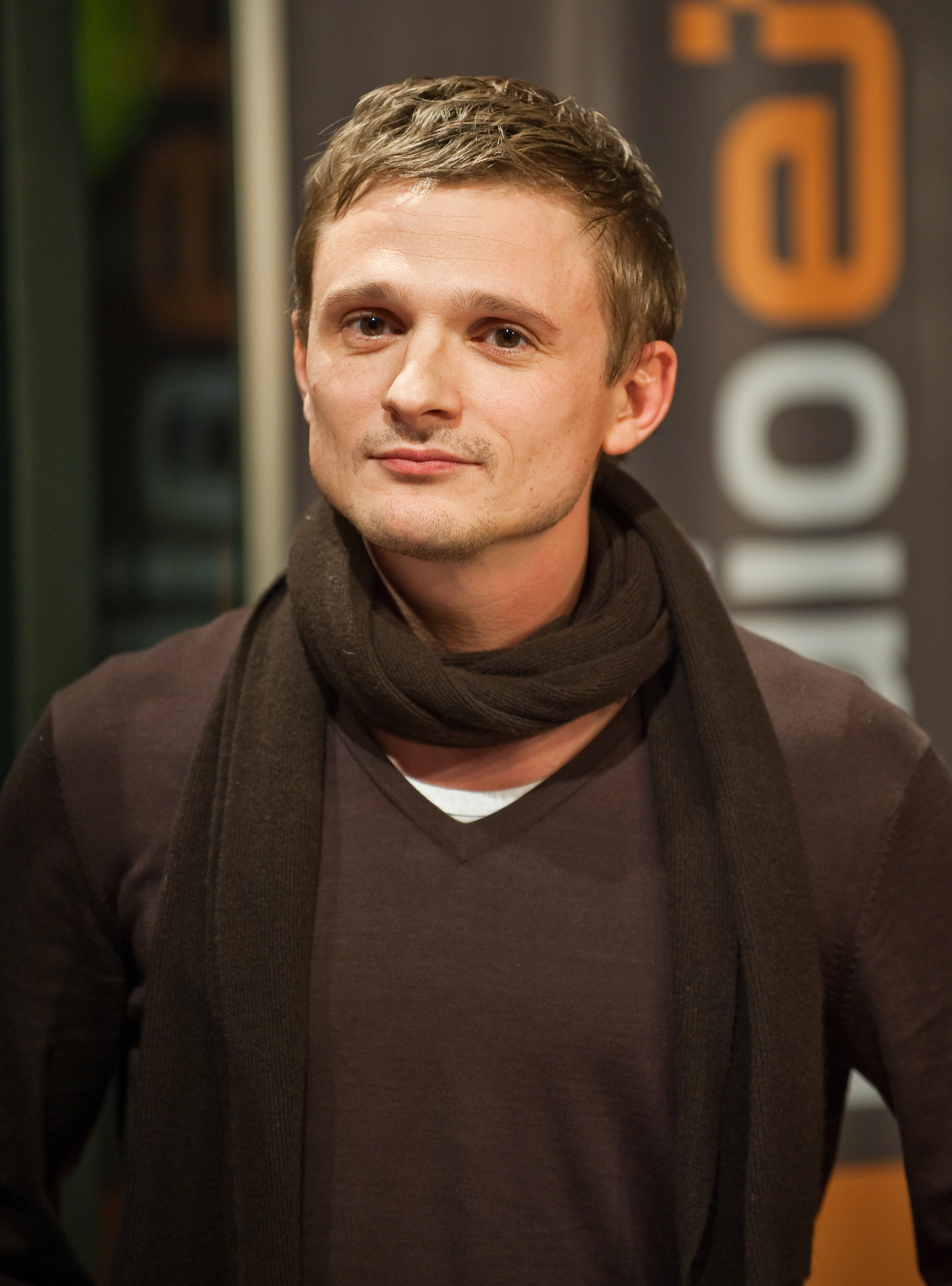
Das Ensemble um Florian Lukas erhielten vorwiegend positive Kritiken.

Rainer Tittelbach befand, der Film hätte „leicht unter die Gürtellinie“ rutschen können, doch Peren gelinge „mit ihrem ersten Langfilm-Regiedebüt einer der kurzweiligsten deutschen Komödien der letzten Zeit“. Sie setze „dabei auf Stereotypen, schreibt aber keine Rollen-Bilder fest, sondern entscheidet sich für das freie Spiel der Möglichkeiten. Zur Seite steht ihr dabei ein höchst spielfreudiges Ensemble“. Das Resultat sei eine „Komödie aus dem Geiste des anything goes“, die „aber durchaus eine Haltung besitzt“. Stellungswechsel sei „kein filmischer Männlichkeitsdiskurs, sondern ein Film, der vor allem vordergründig unterhalten möchte“.
Andreas Staben von Filmstarts schrieb: „Das sich hier andeutende Spektrum zwischen hintergründig erzählter Gesellschaftskomödie und Sitcom mit Sketchstruktur wird von Peren weder in seiner Breite ausgelotet noch bleibt sie konsequent bei einem der Pole“. Viele einzelne Pointen träfen „zwar ihr eindeutiges Ziel, die Versuche thematischer Vertiefung und Verdichtung bleiben indes halbherzig.“ In Stellungswechsel seien „eindeutige Annahmen und (Vor-)Urteile über die Figuren und ihr Verhalten bis zum Ende erzählerisches Prinzip. Wir lachen, weil wir die hier befolgten Genre-Regeln verstehen, die präsentierten Klischees kennen. Das Unerwartete und Widersprüchliche der Wirklichkeit muss draußen bleiben“.
Thorsten Funke von Critic.de schrieb: „Aus dem Kontrast der einzelnen, vom Ensemble überzeugend dargestellten Typen zueinander ergibt sich manche gelungene Szene. Hin und wieder strahlt aus der glatten Oberfläche des Films auch etwas von der Verzweiflung der Protagonisten herüber, die eine solche Geschichte erst interessant macht. Der Rest aber ist eine Mischung aus familienfreundlichem Sex, Situations- und Verwechslungskomödie sowie Vulgärfeminismus. Selbstredend werden alle fünf Männer geläutert den Weg zur richtigen Frau finden. Und sogar die Sache mit dem Zuhören funktioniert am Ende, wenn auch nicht ganz.“
Thomas Krone vom Bonner General-Anzeiger benannte Stellungswechsel in seiner Rezension als „Komödie mit angezogener Handbremse“. Der Film verrate „viel Gespür für situationskomische Konfliktbildung und in knapper Präzision umrissene Figurenzeichnung“. Dass nicht jede Pointe in Timing und Originalität zünde, liege an „blasser Bildgestaltung und enttäuschend handzahmer Inszenierung“, durch die sich „der Film wie ein Sportwagen mit angezogener Handbremse über die Runden“ kämpfe. Stellungswechsel sehe dabei aus „wie ein Produkt für die öffentlich-rechtliche beste Sendezeit zur Wochenmitte. Für eine Kinokomödie ist das zu wenig“.

## Erfolg
Der Film feierte am 12. September 2007 auf dem Internationalen Filmfest Oldenburg Uraufführung. Der offizielle Kinostart folgte schließlich am 3. Oktober. Bis einschließlich Dezember 2007 lockte der Film mehr als 350.000 Besucher in die deutschen Kinos. Die Produktion rangiert mit einem Einspielergebnis von 2.173.654 € auf Platz 19 der zwanzig erfolgreichsten deutschen Filme des Kinojahres 2007.